# (5665) Begemann
(5665) Begemann est un astéroïde de la ceinture principale.

## Description
(5665) Begemann est un astéroïde de la ceinture principale. Il fut découvert le 30 janvier 1982 à l'observatoire Palomar par Schelte J. Bus. Il présente une orbite caractérisée par un demi-grand axe de 2,24 UA, une excentricité de 0,09 et une inclinaison de 5,2° par rapport à l'écliptique.

## Compléments